# Cantone di Campan
Il Cantone di Campan era una divisione amministrativa dell'arrondissement di Bagnères-de-Bigorre.
A seguito della riforma approvata con decreto del 25 febbraio 2014, che ha avuto attuazione dopo le elezioni dipartimentali del 2015, è stato soppresso.

## Composizione
Comprendeva i comuni di:
- Asté
- Beaudéan
- Campan
- Gerde